# Solanum yanamonense
Solanum yanamonense är en potatisväxtart som beskrevs av Sandra Diane Knapp. Solanum yanamonense ingår i släktet skattor som ingår i familjen potatisväxter. Inga underarter finns listade i Catalogue of Life.